# Lindorfo Mayanés
Luis Lindorfo Mayanés Contreras, también conocido como Lindorfo Mayanés (Antofagasta, 15 de enero de 1925-6 de noviembre de 1979) fue un futbolista chileno campeón en Universidad Católica en la temporada 1949, cuadro en el que debutó en 1946.
Con la selección chilena disputó la Copa Mundial de Fútbol de 1950 en Brasil. En esa competición fue titular ante Inglaterra.

## Participaciones en Copas del Mundo
| Mundial             | Sede   | Resultado    |
| ------------------- | ------ | ------------ |
| Copa del Mundo 1950 | Brasil | Primera fase |

## Palmarés

### Torneos nacionales oficiales
| Título                          | Equipo                    | País  | Año  |
| ------------------------------- | ------------------------- | ----- | ---- |
| Torneo de Consuelo del Apertura | C.D. Universidad Católica | Chile | 1949 |
| Primera División                | C.D. Universidad Católica | Chile | 1949 |